# Portada/efemèride desembre 24
Vasco da Gama
« 23 de desembre · 24 de desembre · 25 de desembre »